# Pfarrhaus (Voßwinkel)

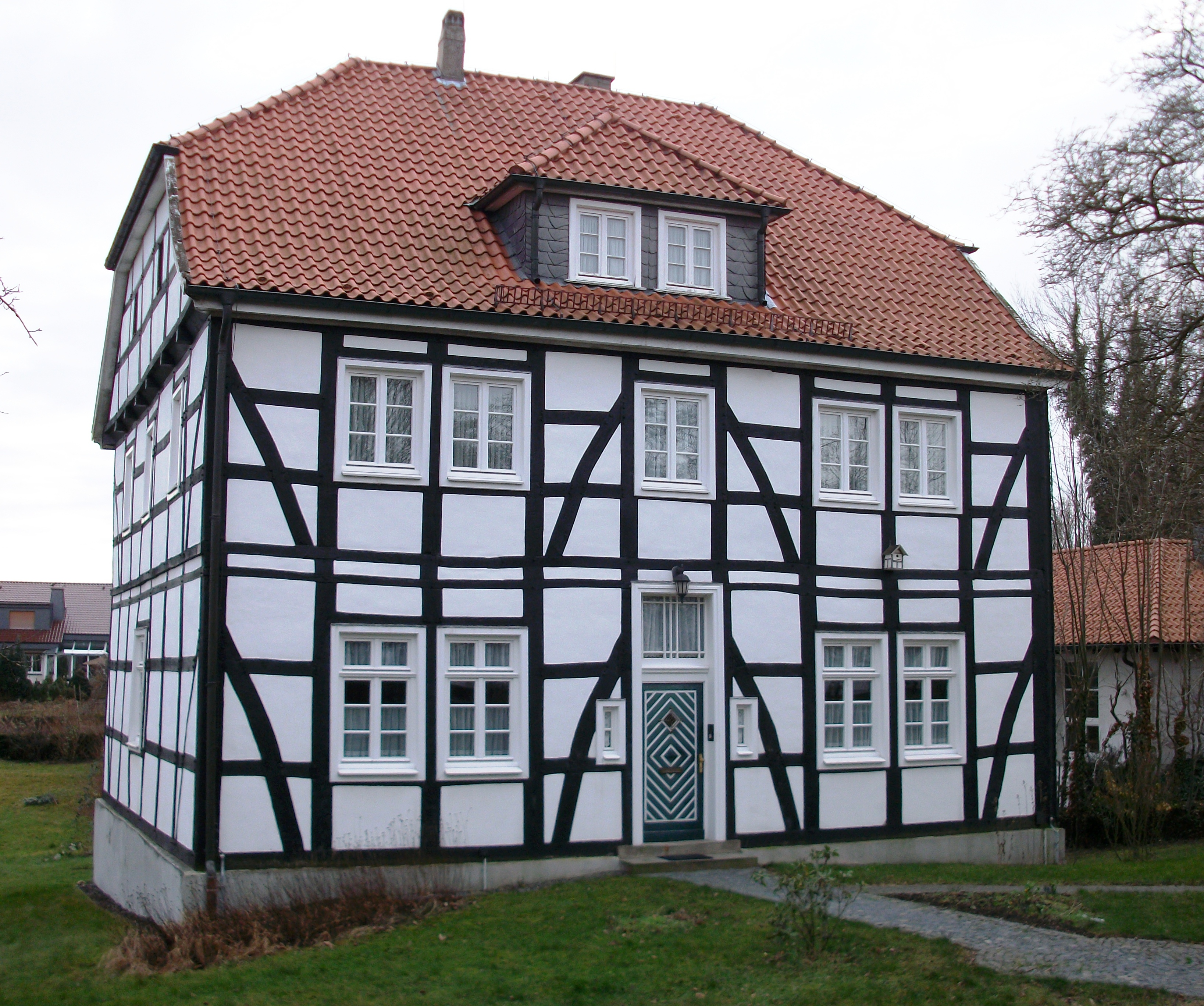
Pfarrhaus Voßwinkel

Das Pfarrhaus Voßwinkel ist das frühklassizistische Pfarrhaus der katholischen St.-Urbanus-Gemeinde im Arnsberger Stadtteil Voßwinkel. Es ist als Baudenkmal in die Denkmalliste der Stadt Arnsberg eingetragen.

## Geschichte
Mit dem Brand der Kirche im Jahr 1749 wurde auch das alte Pfarrhaus zerstört und ebenfalls – wie die Kirche – ab 1750 bis 1752 vermutlich auf dem alten Fundament wieder aufgebaut.
Anfang der 1980er Jahre wurde das denkmalgeschützte Haus umfangreich renoviert, da es als „hochrangiges Objekt überregionaler Bedeutung“ eingestuft wurde. Mitarbeiter des Westfälischen Amtes für Denkmalpflege gelang es vor diesem Hintergrund den geplanten Abbruch zu verhindern und stattdessen ein umfangreiches Restaurationsprogramm anzustoßen. Unter Schonung der alten Bausubstanz wurde das Gebäude mit Gesamtkosten von 700.000 DM wieder instand gesetzt. Dabei wurden Hinweise auf Schädlingsbefall aber kaum wahrgenommen. Die Fachwerkfassade wurde in traditioneller Bauweise mit Gefachen aus Lehm und Rutengeflecht wiederhergestellt.
1986 wurde festgestellt, dass das Haus von Messingkäfern (Niptus hololeucus, eine Art der Diebskäfer) befallen war, die erst nach vielen Jahren von Vernichtungsversuchen – bei Leerstand des Hauses – erfolgreich bekämpft wurden. Von 1998 bis zum 1. August 2012 wurde das Pfarrhaus von dem örtlichen Pastor bewohnt bzw. als Pfarrhaus genutzt. Am 1. Februar 2013 wurde das Haus von der Kirchengemeinde verkauft und befindet sich nunmehr in Privatbesitz als Wohngebäude.

## Beschreibung
Das Gebäude ist ein zweigeschossiges, traufenständiges Fachwerkhaus unter Krüppelwalmdach zu fünf Achsen, die äußeren Achsen gekuppelt. Die Seitfenster bestehen in „bergischer“ Art neben der Tür.
Das Haus hat eine abgewalmte Mittelgaube mit neuen roten Dachziegeln, eine grüne Haustür und eine schiefergedeckelte Westseite.
Es hat einen Achsenbezug zum Gartenweg des tiefen Pfarrgartens.